# Rhynchosaurus
 (mai 2015).
Si vous disposez d'ouvrages ou d'articles de référence ou si vous connaissez des sites web de qualité traitant du thème abordé ici, merci de compléter l'article en donnant les références utiles à sa vérifiabilité et en les liant à la section « Notes et références ».
Rhynchosaurus articeps
Genre
Espèce
Rhynchosaurus (rhynchosaure en français) est un genre éteint de petits reptiles herbivores.
Il a été découvert au Royaume-Uni dans les grès de la formation géologique des nouveaux grès rouges du Trias moyen, il y a environ entre −241 et −235 Ma (millions d'années).
Une seule espèce est rattachée au genre : Rhynchosaurus articeps, décrite par Richard Owen en 1842.

## Étymologie

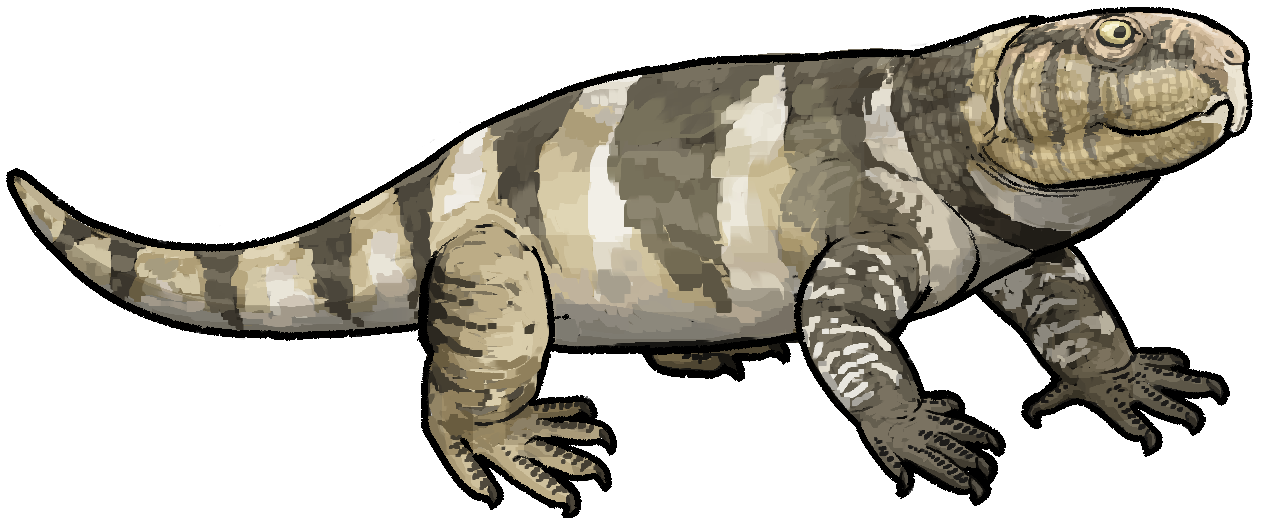
Reconstitution d'un Rhynchosuarus articeps

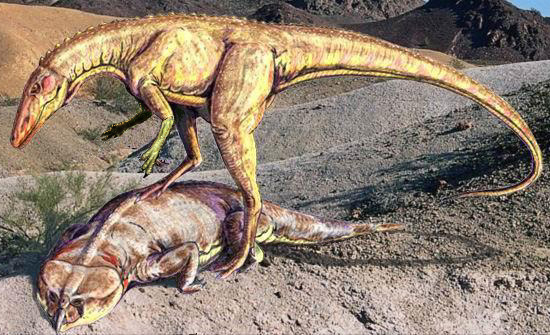
Un rhynchosaurien, proie d'un Staurikosaurus, par Dimitri Bogdanov.

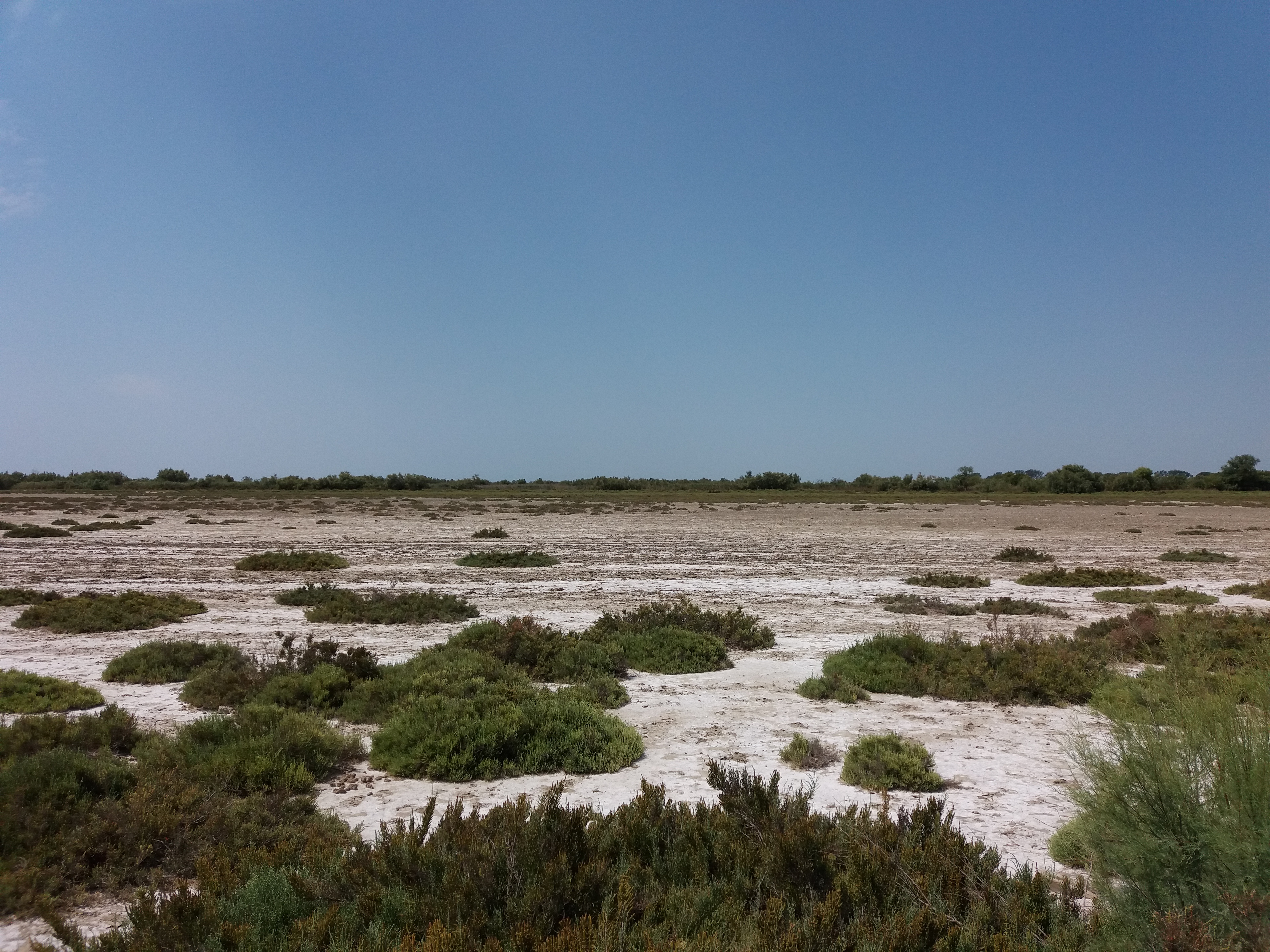
Un milieu analogue au biotope de Rhynchosaurus : la sansouïre.

Son nom signifie en grec « reptile à bec ».

## Habitat
Le rhynchosaure vivait dans un milieu lagunaire comparable aux sansouïres actuelles. Les roches sédimentaires où trouve ses fossiles sont des évaporites incrustées de cristaux de sel.

## Alimentation
Rhynchosaurus était un herbivore dont le bec et les dents tranchantes correspondent à un régime de végétaux coriaces. Son large ventre en forme de tonneau devait d'ailleurs contenir un appareil digestif capable de décomposer racines et tiges dures, avec peut-être une double digestion comme chez les ruminants actuels.

## Ennemis
Selon les traces fossiles disponibles, il semble que des dinosaures herrerasaures carnivores comme Staurikosaurus ont pu être les prédateurs de Rhynchosaurus.